# Plaxomicrus ellipticus
Plaxomicrus ellipticus là một loài bọ cánh cứng trong họ Cerambycidae.